# Smáfjöll (bergskedja i Island, lat 63,76, long -19,69)
Smáfjöll är en bergskedja i republiken Island. Den ligger i regionen Suðurland, 120 km öster om huvudstaden Reykjavík.